# Tales of the Abyss
Tales of the Abyss (テイルズ オブ ジ アビス Teiruzu obu ji Abisu) é um RPG desenvolvido pela Namco Tales Studio e publicada pela Namco no Japão e Namco Bandai Games na América do Norte. Esse é o oitavo título da Série Tales, sendo lançado para o Playstation 2 em 15 de Dezembro de 2005 no Japão, celebrando o 10º aniversário da Série Tales, e em 10 de Outubro de 2006 na América do Norte. O género característico do jogo Tales of the Abyss foi nomeado como RPG para Descobrir o Significado do Nascimento (RPG to Discover the Meaning of Birth - 生まれた意味を知るRPG Umareta imi o shiru RPG). Nesse jogo há um recurso de Sistema de Batalha de Movimento Linear(Linear Motion Battle System) que se assemelha ao jogo Tales of Symphonia. Os personagens foram criados pelo produtor de mangá Kōsuke Fujishima. O jogo recebeu uma versão em 3D e para Nintendo 3DS, sendo lançado em 14/02/2012.
A adaptação em anime do jogo, desenvolvida pela Sunrise, estreou na MBS em Outubro de 2008. Os episódios foram dirigidos por Kenji Kodama e escrito por Akemi Omode.